# Minnesota Lynx 2016
La stagione 2016 delle Minnesota Lynx fu la 18ª nella WNBA per la franchigia.
Le Minnesota Lynx vinsero la Western Conference con un record di 28-6. Nei play-off vinsero la semifinale con le Phoenix Mercury (3-0), perdendo poi la finale con le Los Angeles Sparks (3-2).

## Roster
| N° | Naz.                   | Ruolo | Sportivo         | Anno | Alt. | Peso |
| -- | ---------------------- | ----- | ---------------- | ---- | ---- | ---- |
| 3  | Stati Uniti (bandiera) | A     | Natasha Howard   | 1991 | 188  | 78   |
| 4  | Stati Uniti (bandiera) | AC    | Janel McCarville | 1982 | 188  | 99   |
| 7  | Stati Uniti (bandiera) | G     | Jia Perkins      | 1982 | 173  | 76   |
| 13 | Stati Uniti (bandiera) | G     | Lindsay Whalen   | 1982 | 175  | 68   |
| 14 | Stati Uniti (bandiera) | A     | Bashaara Graves  | 1994 | 188  | 91   |
| 21 | Stati Uniti (bandiera) | G     | Renee Montgomery | 1986 | 170  | 65   |
| 23 | Stati Uniti (bandiera) | A     | Maya Moore       | 1989 | 183  | 79   |
| 24 | Stati Uniti (bandiera) | A     | Keisha Hampton   | 1990 | 185  | 78   |
| 32 | Stati Uniti (bandiera) | A     | Rebekkah Brunson | 1981 | 191  | 79   |
| 33 | Stati Uniti (bandiera) | G     | Seimone Augustus | 1984 | 183  | 81   |
| 34 | Stati Uniti (bandiera) | C     | Sylvia Fowles    | 1985 | 198  | 94   |
| 51 | Spagna (bandiera)      | G     | Anna Cruz        | 1986 | 175  | 70   |

## Staff tecnico
- Allenatore: Cheryl Reeve
- Vice-allenatori: Jim Petersen, Shelley Patterson
- Preparatore atletico: Chuck Barta
- Assistente preparatore atletico: Kate Taber